# Bill Unruh
William George Unruh (Winnipeg, Manitoba, 28 de agosto de 1945) é um físico canadense e professor da Universidade da Colúmbia Britânica, Vancouver. Ficou mundialmente famoso por descobrir fenômeno físico que ficou conhecido por Efeito Unruh. Ele atingiu o seu Ph.D. em 1971 pela Universidade de Princeton, New Jersey.
Unruh é autor de diversas contribuições na física moderna, principalmente para a compreensão da gravidade, buracos negros, cosmologia, campos quânticos em espaços curvos. Recentemente ele tem publicado estudos sobre computação quântica, criptografia e se declarou cético a respeito da teoria das cordas.[carece de fontes?]

## O efeito Unruh
O efeito Unruh foi descoberto em 1976 e prediz que um observador acelerado irá identificar radiação térmica onde um observador inercial não identificaria nenhuma radiação. Ou seja, um observador acelerado irá se sentir em um ambiente mais quente, que o inercial. O estado quântico que é visto como estado fundamental por observadores em sistemas inerciais é visto como em equilíbrio térmico pelo observador uniformemente acelerado. O efeito Unruh conclui disto que a própria noção do vácuo depende do observador através do espaço-tempo, ou seja, ele é relativo.
O efeito de Unruh pode ser descrito pela equação, dado o equivalente energético kT de uma partícula fundamental uniformemente acelerada
{\displaystyle kT={\frac {\hbar a}{2\pi c}}}

## Prêmios
- Medalha Memorial Rutherford da Sociedade Real do Canadá, 1982

## Textos publicados
- «Notes on Black Hole Evaporation» (em inglês). 1976
- «Time and the Interpretation of Canonical Quantum Gravity» (em inglês). 1989
- «Reduction of a wave packet in quantum Brownian motion» (em inglês)
- M. Choptuik e W.G. Unruh (1985). An introduction to the Multi-Grid Method for Numerical Relativists (em inglês). [S.l.: s.n.]